# میرگ
میرگ نام روستایی در دهستان ارکوازی واقع در شهرستان چوار استان ایلام است.

## ملیه
این روستابا نام رسمی انارک درشهرستانچوار در استان ایلام قرار دارد و براساس سرشماری مرکز آمار ایران در سال ۱۳۹۵، جمعیت آن ۱۲۵ نفر ( خانوار) بوده‌است.